# 郑重 (1934年)
郑重（1934年11月16日—2020年5月23日），男，广西玉林人，中国植物学家，中国科学院武汉植物园研究员。

## 生平
1934年（一说1936年）生于广西郁林。1959年本科毕业于武汉大学生物系植物学专业，同年分配至中国科学院武汉植物园工作，历任中国科学院武汉植物研究所研究室副主任，武汉植物研究所副所长、所长等职。1994年12月退休。1981年10月至1982年10月，由中国科学院公派作为访问学者在美国哈佛大学进修及合作研究。1991年9月，被神农架林区人民政府聘为《神农架志》编纂顾问。1999年7月，被中共神农架林区委员会、神农架林区人民政府聘为神农架旅游经济发展顾问。 

## 社会兼职
- 湖北野人考察研究会名誉会长（2015年6月）
- 湖北省暨武汉市植物学会副理事长、理事长、名誉理事长
- 中国植物学会理事、常务理事
- 湖北省环境科学学会理事、常务理事

## 荣誉
- 先进工作者（湖北省科委，1977年）
- 湖北省科学技术先进工作者（中共湖北省委、省革命委员会，1978年）
- 湖北省劳动模范荣誉纪念证（湖北省人民政府，1992年5月）
- 国务院政府特殊津贴（国务院，1992年10月）
- 先进离退休干部（中国科学院离退休干部局，1999年10月）
- 优秀共产党员（中共中科院武汉分院党组，2003年6月）
- 中国植物园终身成就奖（中国植物学会植物园分会，2018年11月）[5]

## 出版物
- 《湖北植物志》第1-4卷（合著）
- 《神农架植物》（合著，湖北人民出版社，1980年）
- 《湖北植物大全》（武汉大学出版社，1993年）[6]
- 《神农架》大型画册（合著，高等教育出版社，1997年）
- 《中国神农架》（合著，湖北科技出版社，1997年）
- 《绿色之音》（香港天马出版有限公司，2006年）